# Abax seximpressus
Abax seximpressus är en skalbaggsart som beskrevs av Leconte 1842. Abax seximpressus ingår i släktet Abax och familjen jordlöpare. Inga underarter finns listade i Catalogue of Life.